# آنجلا گرین
آنجلا گرین (انگلیسی: Angela Greene; ۲۴ فوریهٔ ۱۹۲۱ – ۹ فوریهٔ ۱۹۷۸) بازیگر اهل جمهوری ایرلند بود.